# Ernst Vollrad von Vieregge
Ernst Vollrad von Vieregge (* 24. Oktober 1744 in Lantow; † 15. Mai 1816 in Güstrow) war ein preußischer Generalmajor.

## Leben

### Familie
Ernst Vollrad war Angehöriger der mecklenburgischen Adelsfamilie von Vieregge. Seine Eltern waren der dänische Rittmeister und Erbherr auf Lantow, Kronskamp und Subzien Friedrich Ludwig von Vieregge (1695–1777) und Margarethe Elisabeth Sybille bzw. Magdalene Ilse Sibylle von Lehsten a.d.H. Warde (1718–1789). Zwei seiner Brüder waren nacheinander Fideikommissherren auf Steinhausen. Vieregge blieb unvermählt und starb, ohne Leibeserben zu hinterlassen.

### Werdegang
Vieregge trat 1760 in hannoverischen Dienste und nahm seit 1760 bei der Armee des Herzogs Ferdinand von Braunschweig am Feldzug gegen Frankreich teil. 1762 kam er ins Leibregiment. 1763 avancierte er zum Fähnrich bei gleichzeitiger Versetzung in Regiment Erbprinz. Er stieg 1766 weiter auf zum Leutnant, kehrte 1773 in Leibregiment zurück und nahm am 31. März im selben Jahr seinen Abschied aus Braunschweigischen Diensten.
Am 1. April trat Vieregge als Premierleutnant mit Patent von 1771 beim Infanterieregiment (Nr. 54) in preußische Dienste. Er avancierte 1778 zum Stabskapitän und nahm am Bayerischen Erbfolgekrieg teil. Seine Beförderung zum Kapitän und Kompaniechef erfolgte 1783, die zum Major 1792. Als Führer eines Grenadierbataillons nahm er an der Niederschlagung des Kościuszko-Aufstands, insbesondere an den Kämpfen vor Warschau, an der Rawka und bei Powonsk, teil.
Am 8. Juni 1794 wurde Vieregge mit dem Orden Pour le Mérite geehrt. Er wurde dann 1798 Kommandeur des Grenadierbataillons im Regiment (Nr. 54), 1799 Kommandeur des 1. Bataillons, avancierte 1800 zum Oberstleutnant und wurde schließlich ebenfalls noch im Jahr 1800 Kommandeur des 4. Bataillons im Regiment.
1802 wurde Vieregge Amtshauptmann in Schlanstedt und Oschersleben, stieg aber auch im selben Jahr zum Oberst auf. Er nahm dann an der 1806 Vierten Koalition teil und wurde mit der Kapitulation bei Ratkau inaktiv. 1807 wurde er wie viele andere preußische Offiziere situationsbedingt auf halbes Gehalt gesetzt. Dennoch erhielt er in Anerkennung der für Preußen geleisteten Dienste am 6. März 1812 seine Beförderung zum Generalmajor. 1813 wurde Vieregge mit halben Sold als Gnadengehalt in den Ruhestand versetzt. Am 1. Dezember desselben Jahres erhielt er endgültig seinen Abschied mit Pension bewilligt.